# Autor anonim, model necunoscut
Autor anonim, model necunoscut este un film românesc de scurtmetraj din 1989 regizat de Dan Pița. A fost gândit pentru a fi realizat ca un lungmetraj, dar nu a mai fost terminat.  

## Producție
Autor anonim, model necunoscut este un lungmetraj neterminat, cu un scenariu de Constantin Stoiciu adaptat ulterior de Eva Sârbu și Radu Stegăroiu. Evenimentele din decembrie 1989 și faptul că după aceea Dan Pița a ajuns la conducerea noului Centru Național al Cinematografiei și a unuia dintre cele cinci studiouri de producție privatizate au împiedicat finalizarea postproducției, astfel încît negativul a rămas nemontat până astăzi.
Decorurile filmului au fost realizate de Nicolae Ularu.